# František Duras
František Duras (29. března 1852 Jemníky – 21. července 1931 Slaný) byl český fotograf, který se vedle běžné živnostenské portrétní fotografické činnosti věnoval národopisné fotografii.

## Život
Narodil se v rodině Jemnického mlynáře Františka Durase († 1875) a jeho manželky Marie, rozené Chmelíkové. Manželé měli devět dětí, ale dospělosti se dožily jen tři z nich: František a jeho sestry Julie a Pavla.
Navštěvoval nejprve obecnou školu v Pcherách a od roku 1860 studoval na piaristickém gymnáziu v Praze. Protože neuměl dobře německy, měl nejprve problémy s prospěchem. Později se jej a jeho dalších českých spolužáků ujal profesor P. Benno Mathias, který je doučoval němčinu. Později přestoupil na českou reálku, kde byli jeho učiteli Josef Laužecký, Karel Vladislav Zap a František Jan Zoubek. Během studentských let zažil v Praze rozmach národního cítění. Se spolužáky rovněž navštěvovali divadla.
V roce 1866 se jeho otec podrobil operaci oka, následkem které oslepl. František tedy musel přerušit studium, vrátit se na rodinný mlýn a ujmout se hospodářství. Vyučil se mlynářskému a sekernickému řemeslu u stárka Vojtěcha Suchopárka, který pracoval v jejich mlýně 40 let. Nadále si uchoval kulturní zájmy z dob studií: hrál ochotnické divadlo, věnoval se hře na housle a historii. Jako delegát pcherského spolku ochotníků se zúčastnil položení základního kamene ke stavbě Národního divadla v Praze dne 16. května 1868. V roce 1868 onemocněl pcherský řídící učitel a Duras jej několik měsíců zastupoval. Poté pracoval jeden rok jako volontér na Valdštejnském panství u Mnichova Hradiště. Poté se vrátil na rodný mlýn. Dne 17. listopadu 1874 se oženil s Annou Vlkovou (18. srpna 1857 – 24. dubna 1888) a krátce nato mlýn pronajal a s manželkou se odstěhoval do Prahy. Zde se seznámil s celou řadou českých výtvarníků, spisovatelů a hudebníků. V roce 1883 se manželé vrátili zpět do Slaného. Z tohoto manželství se narodilo třináct dětí. Otce ale přežily jen dcery Marie a Milada. Syn Antonín, který byl fotografem v Plzni, zahynul tragicky v roce 1909.
Dne 5. listopadu 1888 se oženil podruhé s Marií Poppeovou z Roudnice, s níž měl dalších devět dětí.
Jeho syn Josef Duras byl malířem, druhý syn Antonín Duras byl fotografem v Plzni.
Zemřel 21. července 1931 ve Slaném.

## Fotograf a národopisec
Ve Slaném si ve zděděném domě otevřel fotografický ateliér.
Vedle běžné živnostenské portrétní fotografie se věnoval dokumentaci kulturních památek a národopisu na Slansku. Od roku 1884 sbíral umělecké i řemeslné památky. Po úspěchu národopisného pavilonu na Jubilejní zemské výstavě v Praze se začalo uvažovat o uspořádání Národopisné výstavy českoslovanské. V přípravných pracích se horlivě angažoval slánský učitel a kustod slánského muzea Václav Štech. Na popud přípravného výboru výstavy se fotograf František Duras společně s malířem a fotografem Ferdinandem Velcem, nabídli, že budou dokumentovat památky v okolí Slaného a získávat exponáty pro plánovanou výstavu. V létě 1893 zahájili práce pro tento účel. Dalším pomocníkem jim byl Albert Maysl mladší a řada místních nadšenců.
Jejich činnost byla do té míry úspěšná, že v létě 1894 byla uspořádána nejprve oblastní národopisná výstava v Kolči (od 3. do 29. července 1894) a poté Okresní národopisná výstava ve Slaném, která proběhla od 2. do 10. září 1894 v budově dívčí školy ve Slaném, čp. 18. Zahajovací projev při otevření výstavy pronesl právě František Duras. Výstavu navštívilo celkem 5623 osob (z toho 2109 dětí).
Na společné schůzi okresního odboru národopisné výstavy a farního odboru v Kolči dne 7. října 1894 bylo rozhodnuto, že Slánsko se na Národopisné výstavě následujícího roku představí vlastním pavilonem. Byla zvolena forma lepenicového lidového domu, který je typický pro okolí Slaného. Pavilon v podobě patrové lepenicové chalupy s doškovou střechou navrhl architekt Jan Vejrych.
Durasovy fotografie byly významnou složkou vystavených exponátů. Je také autorem kreseb architektonických prvků a detailů.
Dále se podílel i na organizaci Hospodářsko-průmyslové výstavy ve Slaném v roce 1897.
Od roku 1899 byl třicet let kustodem městského muzea.
Byl jedním ze zakládajících členů muzejního a literárního spolku "Palacký" v roce 1891. Byl redaktorem časopisu tohoto spolku, který vycházel pod názvem Slánský Obzor.
Duras je rovněž autorem řady fotografií v publikacích Soupisů památek historických a uměleckých v království Českém od pravěku do počátku XIX. století, konkrétně okresy: slánský, kladenský, jáchymovský a novopacký.

### Ukázky Durasových fotografií pro Soupisy památek

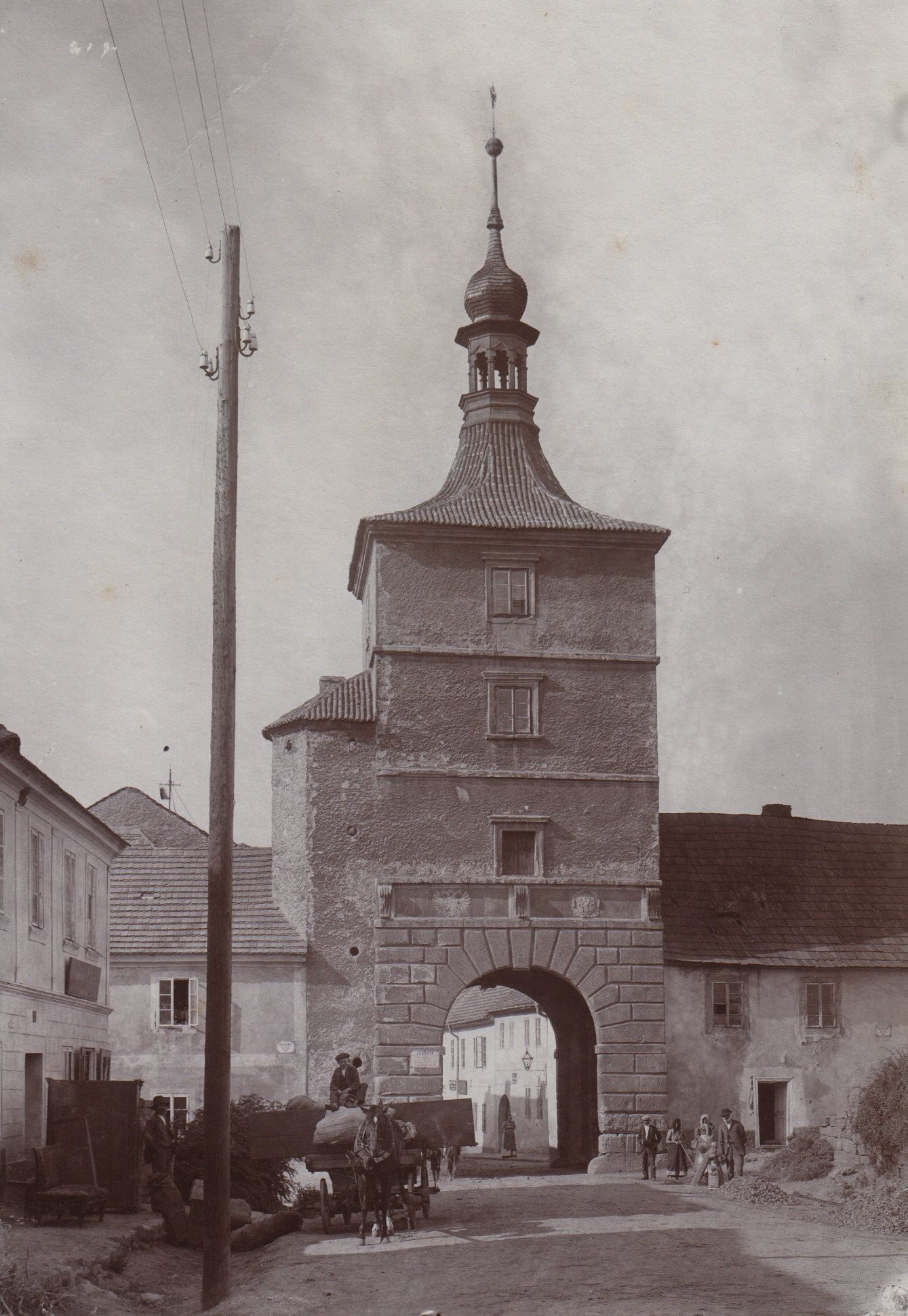
Pražská brána ve Velvarech.
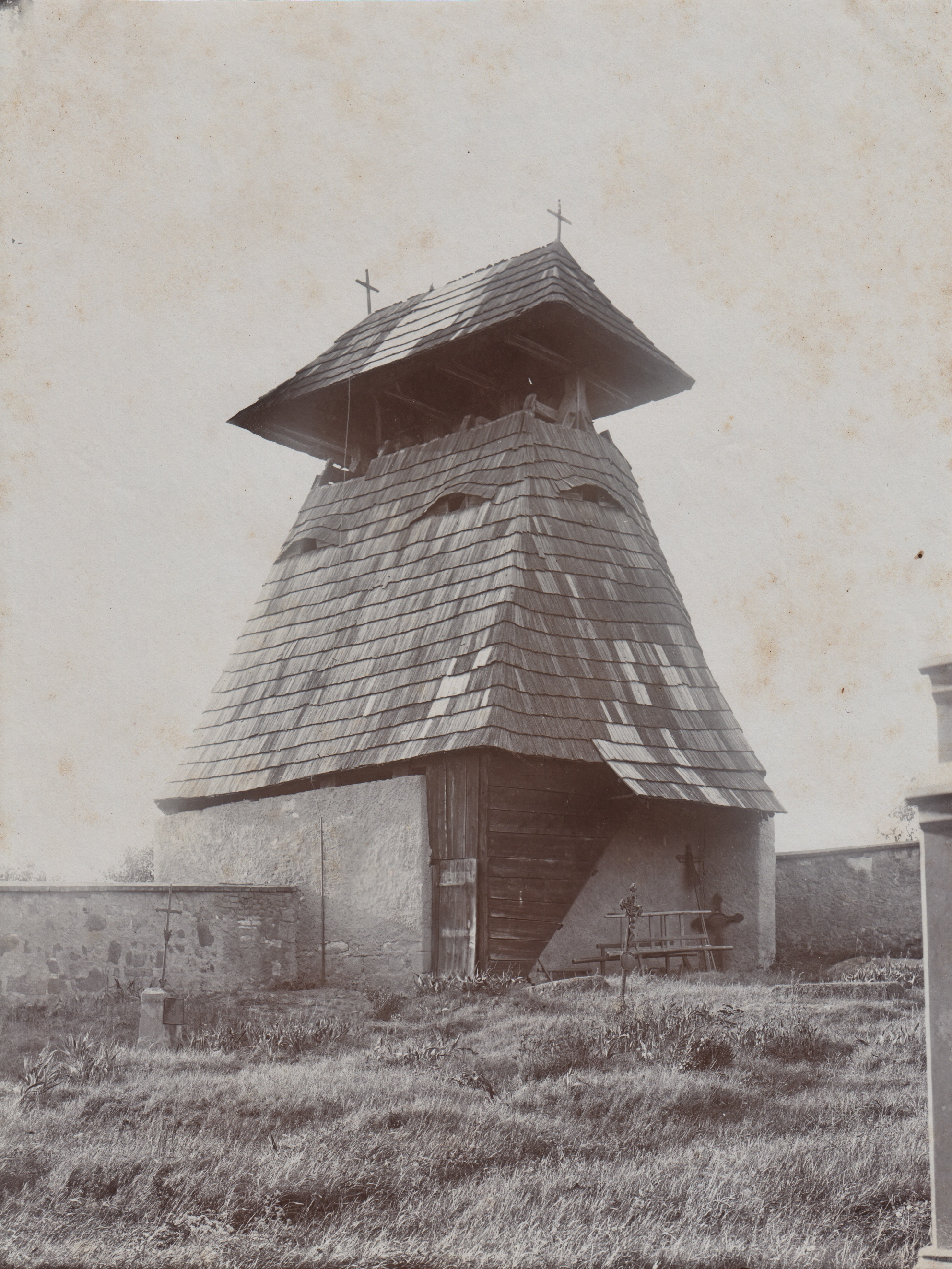
Zvonice v Kvílicích.
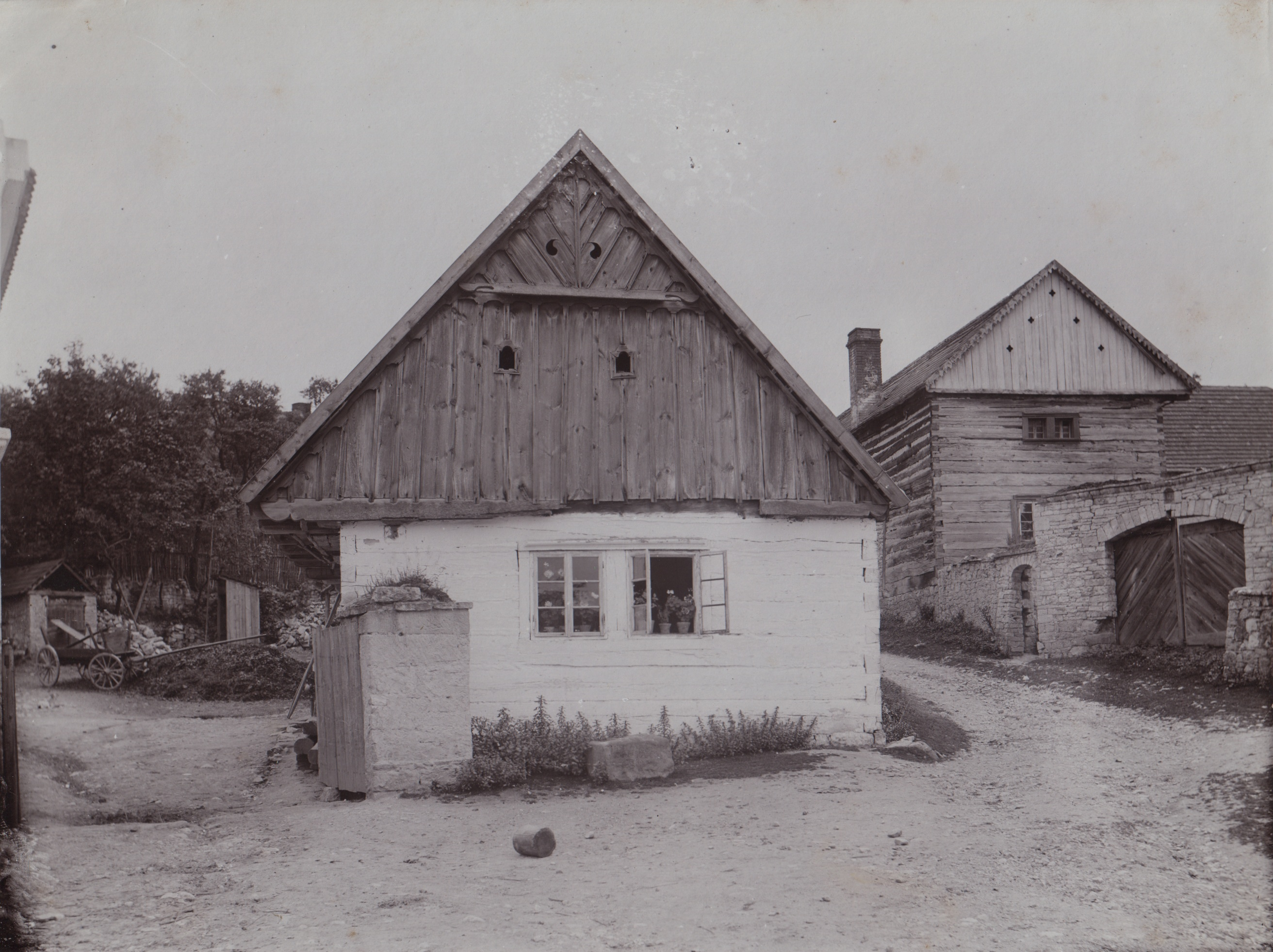
Roubené domy čp. 5 a čp. 6 v Kalivodech.
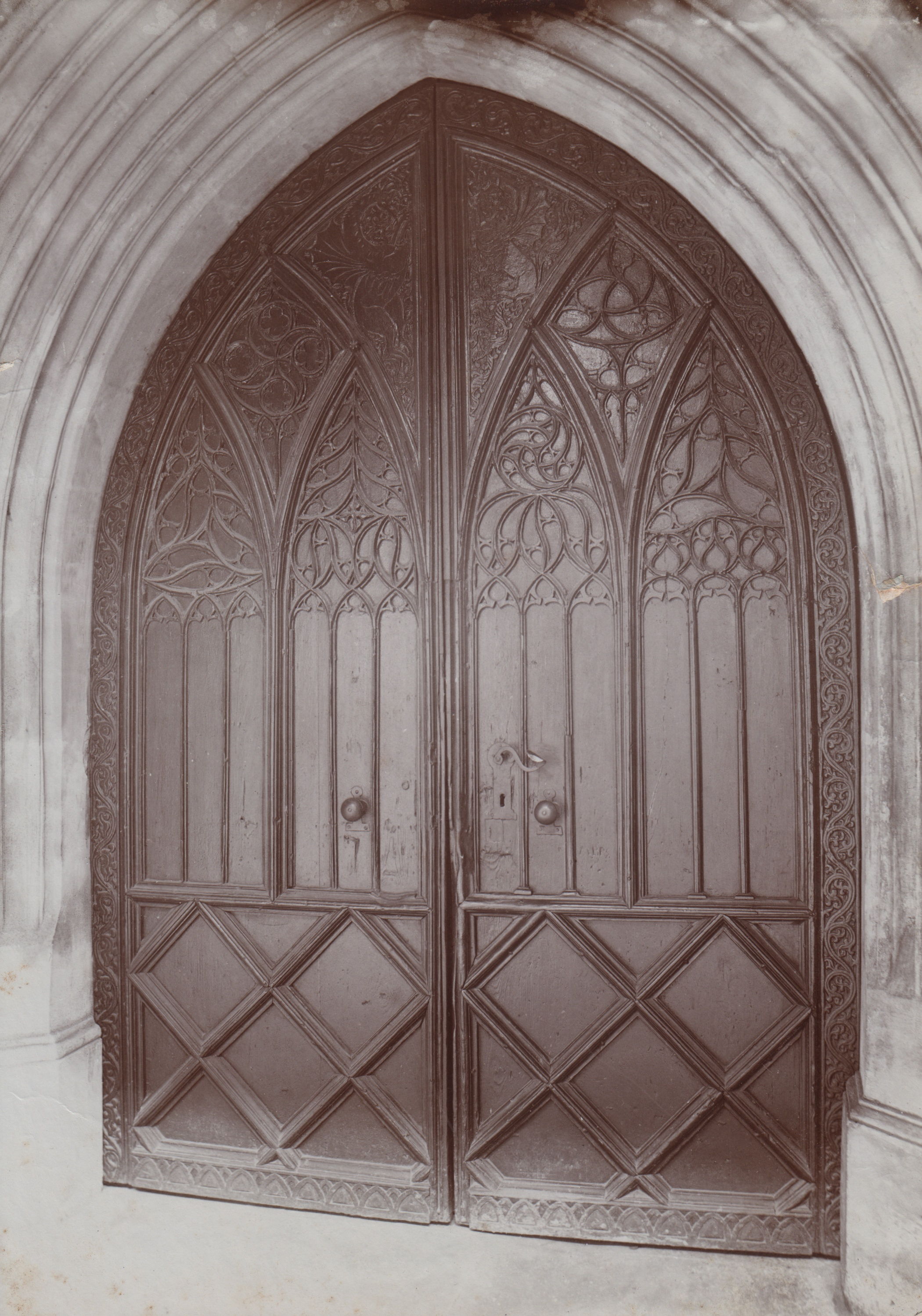
Dveře hlavního vstupu do kostela svatého Gottharda ve Slaném.

## Další zájmy
Duras byl rovněž nadaným amatérským kreslířem. Dalším jeho koníčkem byla turistika. Byl zakládajícím členem Klubu českých turistů ve Slaném.

## Měšťan
Duras byl váženým slánským měšťanem, angažoval se i v místní správě. V letech 1896–1917 byl členem obecního zastupitelstva a v letech 1896–1910 i členem městské rady.

## Publikace
Durasovy fotografie ilustrují tyto publikace:
- MAYSL, Albert. Okres Slanský na Národopisné výstavě českoslovanské v Praze roku 1895. Ilustrace František Duras. Praha: Odbor Národopisné výstavy ve Slaném, 1895. 47 s.
- VELC, Ferdinand. Soupis památek historických a uměleckých v království Českém. Svazek XX. Politický okres slanský. Praha: Archaelogická komise při České akademii císaře Františka Josefa pro vědy, slovesnost a umění, 1904. Dostupné v archivu pořízeném dne 2023-12-29. Kapitola Předmluva.
- WIRTH, Zdeněk. Soupis památek historických a uměleckých v království Českém. Svazek XXVI. Politický okres kladenský. Praha: Archaelogická komise při České akademii císaře Františka Josefa pro vědy, slovesnost a umění, 1907. Dostupné v archivu pořízeném dne 2017-11-11. Kapitola Předmluva. (chybně uveden jako J. Duras)
- SCHMIDT, Richard. Soupis památek historických a uměleckých v království Českém. Svazek XXXX. Politický okres jáchymovský. Praha: Archaelogická komise při České akademii císaře Františka Josefa pro vědy, slovesnost a umění, 1913. Dostupné v archivu pořízeném dne 2017-11-11. Kapitola Předmluva.